# Mirosław Kropielnicki
Mirosław Kropielnicki (sinh ngày 9 tháng 7 năm 1965 tại Dębica, Ba Lan) là một diễn viên người Ba Lan.

## Sự nghiệp
Mirosław Kropielnicki tốt nghiệp Học viện Nghệ thuật Sân khấu Quốc gia AST ở Kraków - Chi nhánh Wrocław vào năm 1988. Ông diễn xuất trên sân khấu tại các nhà hát ở nhiều nơi như: Jelenia Góra, Toruń, Szczecin và Poznań. Trong đó, Kropielnicki gắn bó với đội văn nghệ tại Nhà hát Nowy ở Poznań (từ năm 1992).
Ngoài sự nghiệp diễn xuất trên sân khấu, Mirosław Kropielnicki còn là gương mặt quen thuộc trong hàng chục bộ phim điện ảnh và phim truyền hình Ba Lan. Trong đó, Kropielnicki nổi tiếng với các bộ phim như: Powrót (2018), Złoty środek (2009), Weekend (2010), Kler (2018) và Znaki (2018).

## Thành tích nghệ thuật
Dưới đây liệt kê một số phim điện ảnh và phim truyền hình nổi bật có sự góp mặt của Mirosław Kropielnicki:
- 1994: Tośka
- 1995: Szkoła uczuć. Dzieje pewnego młodzieńca - Karol Deslauriers
- 1995: Maszyna zmian
- 1996: Maszyna zmian. Nowe przygody
- 1998: Sto minut wakacji
- 2000: Koniec świata u Nowaków
- 2004: Kosmici
- 2005–2008: Pierwsza miłość - Sławoń
- 2005: Świat według Kiepskich - Nowak
- 2005: Biuro kryminalne - Emil Peltz
- 2007: Złotopolscy - Korzelak
- 2007: Świat według Kiepskich
- 2008: Faceci do wzięcia
- 2008: Powrót
- 2009: Złoty środek
- 2009: Świnki
- 2010: Weekend
- Từ năm 2010: Pierwsza miłość - Seweryn Krojewicz
- 2011: Weekend
- 2013: Śliwowica - Seweryn Krojewicz
- 2014: Dziady
- 2015: Damy i huzary - Rembo
- 2016: Ojciec Mateusz - Ksawery Sobota
- 2016–2017: Na dobre i na złe - Bjork
- 2017: Wojenne dziewczyny
- 2017: Druga szansa - Kazimierz Boroszewski
- 2017: 53 wojny
- 2018: Kler - Wilusz
- 2018: Znaki